# Berührungsthermometer
Unter dem Begriff Berührungsthermometer sind alle diejenigen Thermometer zu verstehen, die direkt mit dem Körper in Berührung kommen, dessen Temperatur gemessen werden soll. Im Gegensatz dazu stehen die berührungslosen Messverfahren, z. B. mit Pyrometern.
Zu den Berührungsthermometern gehören Ausdehnungsthermometer (Flüssigkeits- und Bimetallthermometer) und alle elektrischen bzw. elektronischen Thermometer, die mit Temperatursensoren arbeiten. Industrielle Berührungsthermometer werden zum Erfassen der Prozessgröße Temperatur z. B. an Öfen, Reaktionsgefäßen oder Rohrleitungen eingesetzt.

## Aufbau
Unabhängig vom Sensorprinzip ist ihr Aufbau ähnlich. Industrielle Berührungsthermometer bestehen aus dem temperaturempfindlichen Sensor (z. B. Thermoelement, Platin-Messwiderstand), der zum Schutz in ein Rohr eingebaut ist, das an einem Ende abgedichtet ist; zusammen wird das als Messeinsatz bezeichnet; Bilder dazu siehe unter Widerstandsthermometer. In vielen Fällen besitzt dieser am anderen Ende einen Klemmsockel zum Anschluss elektrischer Zuleitungen. Der Aufbau ist in DIN 43735 genormt. Messeinsätze können weiter in ein Schutzrohr mit einem Anschlusskopf gemäß DIN 43772 eingebaut werden. Schutzrohr und Anschlusskopf bilden zusammen die sogenannte Schutzarmatur. Diese schützt den empfindlichen Messeinsatz gegen mechanische und chemische Beanspruchung sowie die Anschlussklemmen vor Schmutz und Feuchtigkeit. Sie ermöglicht den Austausch eines Messeinsatzes bei laufendem Betrieb.

## Einflüsse
Die Temperatur des Mediums wirkt auf das Berührungsthermometer ein, aber umgekehrt wirkt auch das Thermometer auf die Temperatur des Mediums ein, siehe Rückwirkungsabweichung, wodurch die Temperaturdifferenz zur Umgebung tendenziell zu klein bestimmt wird. Als weitere Einwirkung erfährt ein Platin-Messwiderstand durch den Messstrom eine Eigenerwärmung. Beide Einflüsse sind bei strömenden flüssigen Medien eher von geringer Bedeutung, sollten aber bei gasförmigen Medien als Fehlerquelle beachtet werden.
Bei Temperaturänderungen sind ein Wärmetransport und damit verbunden eine Verzögerung zu bedenken. Sie ist abhängig vom Medium und dessen Strömungsgeschwindigkeit sowie vom Aufbau der Messeinrichtung. Die thermische Ansprechzeit, nach der ein Messwert einem Temperatursprung zu 90 % gefolgt ist, beträgt bei einem Thermoelement-Messeinsatz mit 6 mm Durchmesser (als grober Richtwert laut VDE/VDI-Richtlinie 3511: Technische Temperaturmessungen)
- in Wasser 1 … 1,5 s, bei Verwendung eines Schutzrohres 9 oder 11 ⌀ eher 25 … 50 s,
- in Luft 150 … 180 s, bei Verwendung eines Schutzrohres 9 oder 11 ⌀ eher 280 … 400 s.

## Belege
1. ↑  Frank Bernhard: Technische Temperaturmessung, Springer, 2004, S. 632ff
2. ↑   Produktinformation, S. 1–2
3. ↑  Archivierte Kopie (Memento des Originals vom 21. Januar 2015 im Internet Archive)  Info: Der Archivlink wurde automatisch eingesetzt und noch nicht geprüft. Bitte prüfe Original- und Archivlink gemäß Anleitung und entferne dann diesen Hinweis. Datenblatt